# ساختمان پلدختر
بقایای ساختمان پلدختر مربوط به دوره ساسانیان تعمیرات‌قرن۴ ه‍.ق است و در شهرستان پل‌دختر، بخش ملاوی واقع شده و این اثر در تاریخ ۱۶ تیر ۱۳۶۴ با شمارهٔ ثبت ۱۶۷۸ به‌عنوان یکی از آثار ملی ایران به ثبت رسیده است.